# دون المستوى التعليمي الطبيعي
دون المستوى التعليمي الطبيعي (بالإنجليزية: Educationally subnormal)‏ كان مصطلحًا استخدم تاريخيًا في المملكة المتحدة للإشارة إلى الأطفال ذوي القدرات الفكرية المحدودة للغاية. وخلال جزء كبير من القرن العشرين، ركزت سياسة التعليم البريطانية على فصل هؤلاء الأطفال عن سكان المدارس الأوسع نطاقًا وكان يُنظر إليهم غالبًا على أنهم غير قادرين على التحسن بشكل هادف. وكان الأطفال المصنفون في هذه الفئة من الأولاد بشكل غير متناسب، من الأسر الأقل ثراءً والأسر المهاجرة.
استخدم مصطلح "المعاقين عقليًا" في أوائل القرن العشرين للإشارة إلى الأطفال والبالغين ذوي الإعاقات الفكرية. بدءًا من عشرينيات القرن العشرين، بدأ تصنيف الأطفال الذين يُعتبرون ضمن هذه الفئة رسميًا على هذا النحو وجرى وضعهم تحت وصاية الدولة إذا كان يُعتقد أن بيئة منزلهم غير مناسبة. كما أنشئت مدارس منفصلة للأطفال "المعاقين عقليًا" الذين ظلوا في عهدة والديهم. بعد الحرب العالمية الثانية، بدأ هؤلاء الأطفال يُعرفون رسميًا باسم "دون المستوى التعليمي الطبيعي"، وأصبح المعلمون مسؤولين عن التوصية بهم في مدارس منفصلة. ومع تغير المواقف تجاههم، حذف المصطلح من الاستخدام في عام 1981، وبذلت محاولات لدمجهم في المدارس العادية قدر الإمكان.